# 59ª Brigata d'assalto "Jakiv Handzjuk"
La 59ª Brigata d'assalto autonoma "Jakiv Handzjuk" (in ucraino 59-та окрема штурмова бригада імені Якова Гандзюка?, 59-ta okrema šturmova bryhada imeni Jakova Handzjuka, unità militare A1619) è un'unità di fanteria d'assalto delle Forze dei sistemi senza pilota con base a Hajsyn.

## Storia
La brigata è stata costituita l'8 dicembre 2014 come 59ª Brigata motorizzata autonoma (in ucraino 59-та окрема мотопіхотна бригада?, 59-ta okrema motopichotna bryhada) delle Forze terrestri ucraine, prendendo il comando del 9º, 10º e 11º Battaglione di fanteria motorizzata, ex battaglioni di difesa territoriale. Il 24 agosto 2015 è diventata pienamente operativa, ricevendo la bandiera di guerra e venendo schierata durante la guerra del Donbass. Ha difeso le posizioni nelle regioni di Donec'k e Luhans'k per un anno intero senza rotazioni. Successivamente ha combattuto nella regione della Pryazovia fra maggio 2017 e gennaio 2018, e ancora da giugno 2018 a febbraio 2019. Il 6 maggio 2020 è stata ufficialmente intitolata a Jakiv Handzjuk, maggior generale dell'esercito della Repubblica Popolare Ucraina durante la guerra sovietico-ucraina.
In seguito all'invasione russa dell'Ucraina del 2022 la brigata ha combattuto nella battaglia di Cherson dal 24 febbraio al 2 marzo, e ha continuato a difendere le regioni di Cherson e di Mykolaïv durante fra marzo e aprile. Il 9 marzo è stato ucciso in combattimento il comandante del 9º Battaglione, colonnello Serhij Kotenko, insignito postumo del titolo di Eroe dell'Ucraina. Il 18 giugno ha ricevuto la stessa onorificenza il comandante della brigata, colonnello Vadym Sucharevs'kyj. Ad agosto è rimasto ucciso in azione il vice comandante dell'unità, tenente colonnello Oleh Fedorčuk. Nei mesi successivi, in particolare a partire da settembre, ha preso parte alla controffensiva ucraina nella regione, arrivando a liberare la città di Cherson l'11 novembre 2022.
Dopo il completo ritiro delle forze russe oltre il Dnepr, la brigata è rimasta una delle poche unità dell'esercito regolare di stanza nella regione, in quanto molte altre che avevano preso parte all'offensiva sono state trasferite in Donbass a causa dell'aggravarsi della situazione di Bachmut. All'inizio del 2023 è stata schierata nel settore di Avdiïvka, dove ad aprile ha respinto diversi assalti meccanizzati condotti dalla 9ª e dalla 110ª Brigata fucilieri motorizzata della RPD. A sud della città nel giugno 2023 l'11º Battaglione della brigata ha condotto un contrattacco contro le posizioni del Battaglione "Somalia", raggiungendo il villaggio di Pisky che era stato occupato dai russi nell'agosto del 2022. Ad ottobre la brigata ha respinto e inflitto perdite a numerosi attacchi russi, nell'ambito dell'imponente offensiva volta a circondare la città di Avdiïvka.
Nel gennaio 2024 la brigata ha accolto alcuni elementi del 1º Battaglione d'assalto "Lupi da Vinci", distaccatisi da Pravyj Sektor e dalla 67ª Brigata meccanizzata, i quali hanno costituito il 108º Battaglione meccanizzato. A luglio, in seguito alla legge ucraina che ha permesso ad alcune categorie di detenuti di prestare volontariamente servizio nell'esercito, la 59ª Brigata motorizzata è stata una delle unità ad integrarne un certo numero nei propri ranghi, costituendo il Battaglione "Škval". A metà settembre elementi della brigata hanno fornito supporto alla 46ª Brigata aeromobile e al 21º Battaglione della Brigata presidenziale nel respingere un importante assalto russo comprendente ben 46 veicoli da combattimento proveniente da Krasnohorivka, infliggendo gravi perdite ai reparti meccanizzati nemici. L'unità ha inoltre difeso con successo l'area del villaggio di Hirnyk insieme a elementi della 118ª Brigata meccanizzata, mantenendo una testa di ponte a est del fiume Vovča. Alla fine di ottobre la brigata è stata ritirata dalla prima linea e sostituita dalla 110ª Brigata meccanizzata; tuttavia durante la rotazione delle unità il 210º Battaglione della 120ª Brigata di difesa territoriale schierato nel settore è stato investito da importanti assalti russi senza ricevere il supporto adeguato, e il centro abitato è stato quindi conquistato dalla 114ª Brigata fucilieri motorizzata. In seguito alla caduta di Selydove, all'inizio di novembre la brigata è stata impiegata in contrattacchi locali volti a rallentare l'avanzata russa nel settore a sud di Pokrovs'k. Fra dicembre e gennaio le truppe della brigata hanno difeso il villaggio di Novovasylivka a sudovest della città, combattendo in forte inferiorità numerica contro i reparti della 27ª Divisione fucilieri motorizzata rinforzata dalla 24ª Brigata specnaz.
Alla fine di gennaio 2025 la brigata, dopo aver subito perdite significative nel corso del 2024 durante il contrasto dell'offensiva russa in direzione di Pokrovs'k secondo il giornalista ucraino Jurij Butusov, è stata riorganizzata come brigata d'assalto e trasferita alle Forze dei sistemi senza pilota, diventando la prima e unica unità di fanteria a farne parte. In concomitanza con questo trasferimento anche il 9º Battaglione motorizzato è stato riorganizzato, venendo espanso nella 9ª Brigata sistemi senza pilota, mentre il 1º Battaglione fucilieri è diventato il 2º Battaglione sistemi senza pilota della brigata. A marzo 2025 il 10º e l'11º Battaglione motorizzato e il 108º Battaglione meccanizzato sono stati riorganizzati come battaglioni d'assalto.

## Struttura
- Comando di brigata[31]
- 9º Battaglione fanteria motorizzata "Vinnycja" (distaccato nel 2025)[32]
- 10º Battaglione d'assalto "Polesia" (Trostjanec', unità militare A2960)[33]
- 11º Battaglione d'assalto "Rus' di Kiev" (Podil's'k, unità militare A2980)[34]
- 108º Battaglione d'assalto "Lupi da Vinci" (Hajsyn, unità militare A4921)[35]
  -  Compagnia d'assalto "Honor"
- 2º Battaglione fucilieri
- 70º Battaglione fucilieri (unità militare A4628)[36]
- Battaglione fucilieri speciale "Škval"
- Battaglione corazzato (T-64BV e T-72)
- 1º Battaglione sistemi senza pilota "Inquisition"
- 2º Battaglione sistemi senza pilota
- Gruppo d'artiglieria
  - Batteria acquisizione obiettivi
  - Battaglione artiglieria campale (D-20)
  - Battaglione artiglieria semovente (2S1 Gvozdika)
  - Battaglione artiglieria lanciarazzi (BM-21 Grad)
  - Battaglione artiglieria controcarri (MT-12 Rapira)
- Battaglione artiglieria missilistica contraerei
- Battaglione genio
- Battaglione manutenzione
- Battaglione logistico
- Compagnia ricognizione
- Compagnia comunicazioni
- Compagnia medica
- Compagnia radar
- Compagnia difesa NBC

## Simboli
Lo stemma della brigata presenta, su fondo verde, tre chevron d'argento nella forma dei galloni che nell'esercito della Repubblica Popolare Ucraina del 1917-1918 indicavano il grado di comandante di corpo. Erano utilizzati da Jakiv Handzjuk, generale a cui l'unità è intitolata.

## Comandanti
- Colonnello Vasyl' Osypčuk (2015 - 2018)[38]
- Colonnello Volodymyr Švedjuk (2018 -  2019)[39]
- Colonnello Henadij Šapovalov (2019 - ottobre 2021)[40]
- Colonnello Oleksandr Vynohradov (ottobre 2021 - febbraio 2022)[41]
- Colonnello Vadym Sucharevs'kyj (febbraio 2022 - febbraio 2024)[42]
- Colonnello Bohdan Ševčuk (febbraio 2024 - maggio 2025)[43]
- Colonnello Oleksandr Sak (maggio 2025 - in carica)[44]